# Provincia Nord-Occidentale (Sri Lanka)
La provincia Nord-Occidentale dello Sri Lanka è una delle 9 province dell'isola, famosa soprattutto per le piantagioni di cocco. Le città più importanti sono Kurunegala, che con quasi 30.000 abitanti è il capoluogo, Puttalam, dove la pesca è molto praticata, e Chilaw

## Distretti
La provincia comprende due distretti: 
- Kurunegala
- Puttalam